# Henri Vallienne
Marie Léonce Vallienne (19 novembre 1854 - 1er décembre 1908), plus connu sous le nom de Léonce Vallienne en français et Henri Vallienne en espéranto, est un médecin et espérantiste français, auteur de deux romans en espéranto.

## Biographie

### Vie privée
Henri Vallienne nait le 19 novembre 1854 à Saumur, de Joseph Vallienne et Madeleine Clara Vallienne née Legrand. Quand son père prend sa retraite, en 1860, la famille Vallienne déménage en Algérie. À la mort de son père, en 1867, il retourne en France avec sa mère. Il étudie au collège de Compiègne avant de partir étudier la médecine à Paris. Il devient médecin en 1881.
En 1890, il épouse Marie-Augustine Lepage, autrice d’œuvres fantastiques pour enfant, connue sous le pseudonyme Max Lepage avec qui il aura trois enfants : Raoul, Madeleine et Béatrix.
Il travaille à Paris en tant que médecin jusqu’en avril 1905, date à laquelle il prend sa retraite à Malakoff, dans les Hauts-de-Seine, après avoir été victime d’une crise cardiaque.
Il meurt le 1er décembre 1908 à Malakoff,.

### Relations à l’espéranto
Henri Vallienne découvre l’espéranto en 1902 et l’apprend en juillet 1903,. Il est référencé par Louis-Lazare Zamenhof, dans son Adresaro de la Esperantistoj (eo), sous le numéro 8484.
Pour s’entrainer à l’espéranto, Vallienne traduit les chants I et II de l’Énéide de Virgile et les publie en octobre 1904,. Toutefois, s’occupant de sa patientèle et manquant de temps, il ne va pas plus loin.
Lorsqu’il est victime d’une crise cardiaque en avril 1905, il se consacre entièrement à l’espéranto, ne pouvant plus exercer la médecine,.

## Œuvres

### Œuvres en français
- Léonce Vallienne, Entre quinze et vingt ans, Dentu
- Léonce Vallienne, Étude sur les transpositions viscérales, Paris, Adrien Delahaye et E. Lecrosnier, 1881, 118 p. (lire en ligne)
- Henri Vallienne, Pour ou contre l’Espéranto, 1906

### Œuvres en espéranto
- (eo) Virgile (trad. Henri Vallienne), Eneido [kantoj I kaj II], Paris, Hachette, octobre 1904, 48 p.

- (eo) Henri Vallienne, Kastelo de Prelongo [« Le Château de Prélong »], Hachette, 1907, 515 p.
- (eo) Henri Vallienne, Ĉu li? (eo), Hachette, 1908, 447 p.